# Oceanotechnika
Oceanotechnika (ocean + technika, gr. okeanós – grecki mityczny bóg wód oraz technikós – wykonany zgodnie ze sztuką) – interdyscyplinarna dziedzina techniki i nauk ścisłych zajmująca się badaniem i opracowywaniem metod eksploatacji i eksploracji mórz i oceanów. Nauka ta obejmuje wiedzę o środkach technicznych, ich budowie i eksploatacji oraz umiejętności i środki techniczne służące do wykorzystania morza i jego zasobów
Obejmować może takie obszary działalności jak:
- techniczne zagadnienia eksploatacji zasobów mineralnych zalegających na dnie lub pod dnem morza – wydobycie ropy naftowej i gazu ziemnego, konkrecji polimetalicznych i innych złóż
- projektowanie i budowę morskich jednostek pływających i ich systemów; w tym statków transportowych, oceanograficznych, wojennych, platform wiertniczych i wydobywczych, ale także rekreacyjnych, jachtów itp.
- energetykę morską – budowę i eksploatację morskich elektrowni wiatrowych lub wykorzystujących energię pływów i falowania
- batytechnikę – pojazdy podwodne, habitaty, głębokowodne urządzenia wydobywczo-transportowe
- osadnictwo i budownictwo mieszkaniowe na morzu (nadwodne i podwodne)
- ochronę środowiska morskiego przed skutkami działalności człowieka
- działalność związana z eksploatacją żywych zasobów oceanu – techniki hodowli morskich organizmów żywych i rybołówstwo
- techniczne wykorzystanie oceanu na potrzeby militarne

## IOM
W Szczecinie siedzibę ma instytucja Interoceanmetal Joint Organization (IOM) zajmująca się badaniami nad uruchomieniem technologii wydobycia konkrecji polimetalicznych. Instytucja posiada międzynarodowe uprawnienia do zarządzania działką w rejonie Clarion-Clipperton o powierzchni 75 tys. km² na dnie Pacyfiku.

## Kształcenie w Polsce
Oceanotechnika jest oficjalnym kierunkiem kształcenia na wyższych studiach inżynierskich, zatwierdzonym przez Radę Główną Szkolnictwa Wyższego. Działalność dydaktyczna jest prowadzona na:
- Politechnikę Morską w Szczecinie
- Zachodniopomorskim Uniwersytecie Technologicznym w Szczecinie przez Wydział Techniki Morskiej i Transportu
- Politechnice Gdańskiej przez Wydział Oceanotechniki i Okrętownictwa
- Akademii Marynarki Wojennej przez Wydział Nawigacji i Uzbrojenia Okrętowego